# پالیپراکسی
پالیپراکسی یک تیک پیچیده نادر بوده و شامل تکرار غیرارادی حرکات خود فرد است. این تیک می‌تواند با سندرم تورت و در مواردی با صرع همراه باشد.